# 有賀一郎
有賀 一郎 (ありが いちろう、1949年 - ) は、日本のランドスケープ・アーキテクト（RLA）、樹木医。東京農業大学客員教授。景観施策アドバイザー 街路樹診断士 認定委員長。環境再生医上級、全国さくら功労者、環境カウンセラー全国連合会（ECU）の環境教育環境学習インストラクター。

## 人物
横浜市生まれ。父は日本鋼管に勤める鉄骨専門の建築技師、父方の祖父は東芝のエンジニアで家電の工業デザイナー。母は書家。母方の祖父は潜水艦の動力関係の設計研究者で東芝の役員待遇、東京菊の会の会長。母方の祖母は江戸小紋の染め物屋の出。
1968年、青山学院大学高等部卒業。1973年、東京農業大学農学部造園学科卒業、同年サンコーコンサルタント(株)入社。1980～1988年、(株)オリエンタルランド出向。東京ディズニーランドの計画設計・開園運営に携わる。1998年、サンコーコンサルタント(株)地域環境部長就任。現在技師長。東京農業大学客員教授、樹木医学会元副会長現理事、街路樹診断協会理事、NPO自然環境復元協会理事などを兼任。「板橋サンシティ」コミュニティ・ランドスケープの計画と育成.で平成12年度 日本造園学会賞受賞、この他主な作品と受賞歷として、
サンシティ関連では、板橋サンシティ計画コンペ採用(現在まで関わる、1976)、東京農業大学造園大賞「海の公園,サンシティ等」 (1996年) 第23回建築業協会賞(1981年) 第3回緑の都市賞 建設大臣賞 (1983年) 第19回緑の都市賞 建設大臣賞(1999年) CLA協会賞 最優秀賞 (2000年) 日本造園学会賞「板橋サンシティ計画と育成」 (2001年)、その他として、松ヶ丘住宅地コンペ採用、埼玉第1号アセス(1977)、西武ライオンズ球場 計画設計,アセスメント (1979年) 、船橋ららぽーと日本初インドア街路樹の提案.(1981年) 東京ディズニーランドに関する一連の業務 ( 1981-1988 ) 、東京都新庁舍 周辺,人工地盤緑地計画 (1987年)、 一之江境川親水公園生物共生親水コンペ採用 (1990年) 海の公園半島部環境共生護岸(1991、1996 造園学会作品)、菊名池公園 多自然型プール (1991、1998 造園学会作品) 、豊橋総合動植物公園コンぺ採用 (1994、1998 造園学会作品選奨) 、東金道路ミチゲーション設計(サンショウウオ移植、1994) 、渋川市ファミリーパーク 計画設計事業運営計画 (1995年) 、彩の森入間公園景観計画設計 (1995、2000 造園学会作品選奨) 羽生水郷公園 計画設計(現在も継続中、1995-2010) 、八丈島八重根港 港湾景観整備設計 (1997年) 彩の国水族館 展示計画 事業運営計画 (1999-2000年) 、東京都1建 初回街路樹診断 (外観診断,精密診断) (1999年) 、日本水大賞環境大臣賞受賞・横浜水研「帷子川ヨシ」 (2001年) 、群馬多々良沼公園計画設計ワークショップ (1998-2001年) 、埼玉県 公園建設感謝表彰「稲荷山公園」 (2002年) 、CLA 協会優秀賞「神奈川街路樹診斷倒木危険判定」 (2003年) 、東京汐留地区步道,中央分離帯植栽景観設計 (2003-2004年) 、埼玉子供動物自然公園活性化,事業運営計画 (2003年) 行幸通りイチョウ診断,保全,モニタリング (2003-2006年) 、2004厚木緑の基本計画.名木古木,緑地保全地区調查 (2004年) 、神奈川塚山公園 千本サクラ樹木診断 住民協働 (2004年) 、六本木再開発室内緑化計画「東京ミッドタウン」 (2004年) 、新横浜ハナミズキ診断治療 イベントの企画運営 (2004年) 鎌倉広町緑地計画設計、桜古木協働診断治療や神奈川葉山城ヶ島マツノザイセンチュウ診断 (2005年) 、 神奈川街路樹計画ワークショップその1から3 (2005-2006年) ランドスケープコンサルタンツ協会功労者表彰 (2005年) 樹木医学会ポスター賞「樹木アセットマネジメント」 (2006) 、国交省巨樹,老樹の保全対策の研究その1-3 (2006-2008) 、 大阪安威川ダム 環境整備計画設計住民合意 (2006-2009) 、国交省国営海の中道公園緑地公園活性化事業計画 (2006) 、 横浜金沢西柴桜診断,更新,管理,住民参加 (2007-2010) 、東京都公園協会公益事業推進3カ年計画 (2007) 、UR「団地の植物管理のあり方」検討委員会委員や 東京日比谷公園樹木診断 森づくり計画策定 (2007-2010)  、空間設計韓国サムスン,エバーランド改修計画 (2008-2009)、国交省 国営明石海峽公園や神戸地区里山広場設計、姫路市 名古山霊園改修設計(2009) 、国交省 国営アルプス安雲野公園 環境調查・国交省 大井川牛尾山開削業務 景観アドバイザ一 (2010) 等、多数。
主な著書に「ルーラルランドスケープデザインの手法」(学芸出版社)、 『ランドスケープのしごと』(彰国社)などがある。

## 参考
- 環境カウンセラー登録者（詳細）
- 緑の講座5回目 平成21年10月10日（土曜日） | 生駒市公式ホームページ
- エコグリーンテック2004 公式ガイドブック
- 進士五十八『進士五十八と22人のランドスケープアーキテクト』（マルモ出版、2016年）